# Vladímir de Bulgària
Vladímir de Bulgària (segle ix), també conegut per Vladímir-Rasate pel seu nom previ al seu bateig cristià, fou rei de Bulgària de 889 a 893.
Vladímir era el fill gran de Borís I de Bulgària i fou convertit al cristianisme el 865, quan el seu pare va decidir adoptar aquesta religió com a oficial a l'Imperi Búlgar.
El rei Boris va decidir retirar-se a la vida monàstica el 889 i va dipositar la corona en mans del seu hereu Vladímir. Aquest no tenia la popularitat del seu pare i tampoc no compartia amb gaire entusiasme el procés de cristianització. El 892 va decidir signar una aliança amb Arnulf de Caríntia, rei de la Frància Oriental, en contra de la Gran Moràvia. Aquesta aliança implicava enfrontar-se a Constantinoble i allunyar-se de la política marcada pel seu pare.
El clergat cristià va ésser considerat com a agent a favor dels romans d'Orient i Vladímir va prendre la determinació de reinstaurar l'antic paganisme al país, perseguir els cristians i destruir els temples. Aquesta acció va acabar la paciència del seu pare que, el 893, va retornar del seu retir espiritual, va prendre el poder i va ordenar que Vladímir fos detingut i encegat. Boris va cedir el tron al seu fill tercer Simeó I, d'educació cristiana, i se'n va tornar al monestir.